# 1592 Mathieu
1592 Mathieu este un asteroid din centura principală, descoperit pe 1 iunie 1951, de Sylvain Arend.